# اوجک
اوجک (به لاتین: Odzhek) منطقه‌ای مسکونی در جمهوری آذربایجان است که در شهرستان یولاخ واقع شده است.